# Agrotis aistleitneri
Agrotis aistleitneri is een vlinder uit de familie uilen (Noctuidae). De wetenschappelijke naam van deze soort is voor het eerst geldig gepubliceerd in 2009 door Behounek & Speidel.
De soort komt voor in tropisch Afrika.